# بيتر فاجان موين
بيتر فاجان موين (بالنرويجية البوكمول: Petter Vaagan Moen)‏ (5 فبراير 1984 بهامار في النرويج - ) هو لاعب كرة قدم نرويجي في مركز الوسط. شارك مع منتخب النرويج تحت 16 سنة لكرة القدم ومنتخب النرويج تحت 17 سنة لكرة القدم ومنتخب النرويج تحت 18 سنة لكرة القدم ومنتخب النرويج تحت 19 سنة لكرة القدم ومنتخب النرويج تحت 21 سنة لكرة القدم ومنتخب النرويج لكرة القدم. أما مع النوادي، فقد لعب مع كوينز بارك رينجرز ونادي بران ونادي سترومسغودست لكرة القدم ونادي سترومسغودست ونادي ليلستروم وHamarkameratene ‏.

## وصلات خارجية
- بيتر فاجان موين على موقع الاتحاد الأوربي (الإنجليزية)
- بيتر فاجان موين على موقع اتحاد النرويج (النرويجية)
- بيتر فاجان موين على موقع قاعدة بيانات كرة القدم.إي يو (الإنجليزية)
- بيتر فاجان موين على موقع ناشيونال فوتبول تيمز (الإنجليزية)
- بيتر فاجان موين على موقع Soccerbase.com (لاعب) (الإنجليزية)
- بيتر فاجان موين على موقع Soccerway.com (الإنجليزية)